# 클라우드 (영화)
《클라우드》(일본어: Cloud クラウド)는 2024년 개봉한 일본의 심리 스릴러 영화이다. 구로사와 기요시가 감독과 각본을 맡았다.
베니스 국제 영화제에서 첫 공개되었으며, 아카데미 국제영화상 일본 출품작으로 선정되기도 했지만 최종 후보에는 오르지 못했다. 영화는 부산 국제 영화제와 뭄바이 영화제 등에서도 상영될 예정이다. 비평가들로부터 대체로 긍정적인 평가를 받았으며, 로튼 토마토에서는 92%의 지지율을 기록했다.

## 줄거리
온라인에서 물건을 되파는 젊은 남성 요시이가 주인공이다. 그는 일련의 미스터리한 사건들에 휘말리면서 생명의 위협을 느끼게 된다. 요시이는 인터넷 재판매 사업에 뛰어들게 해준 무라오카, 공장 사장 도노야마, 그의 조수 사노, 연인 아키코 등 여러 인물들과 얽히며 사건의 중심에 서게 된다. 인터넷 카페에 거주하는 미야케라는 인물과 경찰 호조도 등장한다.

## 출연진
- 스다 마사키 - 요시이 료스케
- 후루카와 코토네 - 아키코
- 오쿠다이라 다이켄 - 사노
- 오카야마 아마네 - 미이케
- 아라카와 요시요시 - 다키모토
- 쿠보타 마사타카 - 무라오카